# Monte Frontz
Il Monte Frontz (in lingua inglese: Mount Frontz) è una prominente montagna antartica, alta 2.010 m, situata tra il Monte Vito e il Griffith Peak, sul fianco est del Ghiacciaio Reedy nel settore occidentale del Wisconsin Range della catena dei Monti Horlick, nei Monti Transantartici, in Antartide.
Il monte è stato mappato dall'United States Geological Survey (USGS) sulla base di rilevazioni e foto aeree scattate dalla U.S. Navy nel periodo 1960-64.
La denominazione è stata assegnata dall'Advisory Committee on Antarctic Names (US-ACAN), in onore del capitano di corvetta Leroy Frontz, comandante di aerei durante l'Operazione Deep Freeze del 1966 e 1967.